# Siena Football Club
Maillots
Le Siena Football Club, est un club de football professionnel basé à Sienne. L'équipe joue ses matchs à domicile au Stadio Artemio-Franchi. Le club a réussi à remporter le Scudetto de Serie D en 2014-2015. Le club est liquidé en 2020 à la suite de problèmes financiers et refondé sous la dénomination actuelle.

## Histoire du club

### Des origines aux années 1930
Le club est fondé en 1904 sous le nom de « Società Sportiva Robur ». Il adopte le nom « Associazione Calcio Siena » en 1933. En 1904, certains affiliés au Sport Mens sana in Corpore Sano firent une scission et bâtirent les bases du futur AC Sienne. Ils adoptèrent la toute première veste à carreaux qui fit d'ailleurs son entrée dans le monde du football. En 1908, la Società Sportiva Robur est créée. Les joueurs jouent leurs premiers matchs sur la Piazza d'Armi, non loin du centre-ville.
Le premier championnat des Bianconeri a lieu la saison 1921-1922. Elle se termine immédiatement avec une victoire dans le Groupe C de l'équipe de Sienne en Toscane. À la veille du championnat 1933-1934 le club change son nom pour Associazione Calcio di Siena (AC Siena). La saison suivante, les Siennois arrivent jusqu'au play-off de la série B : dans la course à la montée, qui s'est tenue sur le terrain neutre de Pistoia, Sienne atomise Reggiana 7-0. Cependant l'année suivante, les Bianconeri ne peuvent pas tenir très longtemps parmi tous ces cadors : ils redescendent rapidement en Série C. Du coup, le club décide de recruter des joueurs compétiteurs pour revenir le plus vite possible en Série B. L'objectif est concrétisé lors de la saison 1937-1938 quand Sienne remporte le championnat avec 12 points d'avance sur Ravenne. Les années qui précèdent la Seconde Guerre mondiale sont dans l'ensemble positives : durant la saison 1938-1939, ils remportent le derby toscan contre la Fiorentina. Néanmoins ils ratent la promotion en Série A pour un seul petit point.

### Des années 1940 aux années 1990
Les années de succès sont brisées par la guerre. En effet, pendant cette période, la FIGC décide que la Série B se diviserait en trois groupes. Mais ayant décidé que la saison 1948-1949 reviendrait en un seul groupe, la FIGC annonce que seuls les sept premiers dans chacun des trois championnats resterait en Série B l'année suivante. Le club Siennois est huitième, 2 points derrière Pescara : il revient en Série C. Les années qui suivent sont calamiteuses. Le club est englué dans les divisions inférieures. 
Sienne est en crise et passe sous le contrôle du président Danilo Nannini, ancien joueur du club. En 1955-1956, Sienne remporte les play-off contre Empoli et remonte en Série C. Ils remportent également le titre de Champion d'Italie en Série D (quatrième division). En 1958-1959, les Bianconeri est premier quasiment tout au long de la saison, mais Mantoue les double in extremis. Les deux équipes arrivent à égalité de points. Elles s'affrontent dans un match de barrage à Gênes. Le club Lombard l'emporte sur le club Toscan. Nannini quitte le club puis Sienne est relégué en Série D. Le club ne se stabilise pas. Il est au bord de la faillite. Le club est sauvé par l'ancien médecin sportif Vittorio Beneforti. Les problèmes économiques continuent néanmoins. Puis Fedelissimi lance l'idée de transformer le club en une Société anonyme. Sienne reste toujours dans l'impasse. En 1978 revient Danilo Nannini. Le 27 mars 1980, l'A.C. Sienne devient enfin une entreprise publique sous la présidence de Nannini. Ils reconquièrent le championnat C1 en 1981-1982. Le club peut enfin respirer. Mais au milieu des années 1980, Nannini quitte la présidence. Cependant l'équipe est détecté par un homme d'affaires romain, l'avocat Max Paganini. Sous sa direction, le Robur acquiert une certaine stabilité et, après deux relégations et autant de promotions en Série C1 et C2, le club joue dix championnats consécutifs en troisième division. Lors de la saison 1992-1993, le club est sauvé seulement grâce à un repêchage résultant d'une longue série d'échecs. 
La deuxième moitié de la décennie apporte beaucoup de changements. Des grandes entreprises arrivent et jettent les bases de la promotion en Série A. En 1997, le club adopte Claudio Corradini pour diriger les Bianconeri. En 1999 arrive de nouveaux sponsors et de nouveaux joueurs (Salvietti, Pianigiani, Mangiavacchi, Verdi) et l'équipe est confiée à Antonio Sala. Sienne remporte le groupe A de la Série C1, et revient, après 55 années au purgatoire, en Série B.

### Des années 2000 à aujourd'hui
En 2001-2002, Sienne est aux portes de la zone de relégation. Les changements d'entraîneurs n'ont aucun effet. Mais ils battent l'UC Sampdoria dans le match décisif et se maintiennent.
Lors de la saison 2002-2003, Papadopulo, celui qui a fait maintenir le club une saison auparavant, est confirmé. Robur peut recruter des joueurs comme le gardien Giuseppe Taglialatela, les défenseurs Mignani Michele et Davide Mandelli, Luca Cavallo, Vincenzo Riccio et le brésilien Rodrigo Taddei, et une attaque Simone Tiribocchi-Pinga s'impose, suppléée par le jeune Raffaele Rubino. Sienne, à la suite d'une longue série de résultats positifs, est leader mais est finalement encore doublé à quelques journées de la fin par la Juventus. Mais ils montent en compagnie de la Juventus. 
Le 31 août 2003, Sienne joue le premier match de son histoire dans l'élite italienne : l'adversaire est le Pérouse de Serse Cosmi et le match se termine sur le score de 2-2. Le premier but de l'histoire de Sienne en Série A est marqué après 19 minutes de jeu par le milieu de terrain Andrea Ardito. Sept jours plus tard vient la première défaite, contre l'Inter Milan. Le 21 septembre, lors de la troisième journée, le Robur obtient sa première victoire en championnat : dans le derby toscan contre Empoli, ils le remportent haut la main (4-0). La saison se termine avec la treizième place et 2 points d'avance sur le premier relégable. 
À l'issue de la saison 2004-2005, Sienne se sauve en ayant seulement un point d'avance sur le premier relégable grâce notamment à la victoire lors de la dernière journée contre un club déjà relégué et qui n'avait aucun enjeu : l'Atalanta (2-1). 
Dans la première partie de la saison 2006-2007 le club toscan, dirigé par Mario Beretta, obtient de bons résultats et est tiré par l'attaquant international liechtensteinois Mario Frick, un ancien de Ternana. Cette même saison, Sienne se sauve encore lors de la dernière journée contre la Lazio, 2-1. 
La saison suivante, la nouvelle direction s'appuie sur Andrea Mandorlini. L'équipe est vite en difficulté et après la défaite contre Livourne, lors de la douzième journée, l'entraîneur est limogé et Mario Beretta prend les commandes. Le 4 mai 2008, avec une victoire de 1-0 contre la Juventus, le Robur obtient son maintien, s'assurant ainsi le droit de jouer en Série A pour la sixième fois consécutive. Le 18 mai 2008, après le match nul à Palerme, le club annonce que le nouvel entraîneur sera Marco Giampaolo. Après un maintien pourtant, Giampaolo est limogé : sa place est prise par Alberto Malesani, qui fait ses débuts avec une défaite contre Bari puis une victoire contre Catane 3-2 et une défaite contre l'Inter, 4-3. 
Malheureusement le 2 mai 2010, l'équipe est mathématiquement relégué en Série B pour la première fois en sept ans, après la défaite à domicile 1-2 contre Palerme. 
Après cette triste relégation, Antonio Conte est embauché en tant que nouvel entraîneur. L'équipe effectue un très bon championnat. Le 7 mai 2011, après le match nul à domicile 2-2 contre le Torino FC, Sienne est promu en Série A, trois matchs avant la fin de la saison.
Pour la saison 2011-2012 est embauché Giuseppe Sannino comme nouvel entraîneur, en provenance de Varese. Antonio Conte part à la Juventus, lui qui est une ancienne gloire de la Juventus. La saison commence avec 2 points en trois matchs. La première victoire des Bianconeri se concrétise lors de la cinquième journée en écrasant, à l'extérieur, Lecce, 3-0. Le maintien est mathématiquement acquis le 2 mai 2012 grâce à un match nul 1-1 au stade olympique de Rome contre la SS Lazio. Dans la même saison, Sienne atteint pour la première fois de son histoire les demi-finales de la Coupe d'Italie. À la fin de la saison, l'entraîneur Giuseppe Sannino et le directeur sportif Giorgio Perinetti quittent Sienne pour rejoindre la Sicile et le club palermitain.
Pour la saison 2012-2013, le nouvel entraîneur est Serse Cosmi, frais de son expérience à Lecce, pourtant récemment relégué en Série B. Le club commence le championnat avec six points en moins, à cause de matchs présumés truqués quand le club évoluait avec Antonio Conte, en 2010-2011, en Série B. Après un match nul 2-2 contre l'Udinese le 24 septembre, Sienne l'emporte, loin de la maison, 2 buts à 0 sur l'Inter Milan et bat un record : l'Inter Milan, un vétéran du football italien, n'avait jamais perdu contre les Toscans, leur donnant seulement 4 points sur les 16 années précédentes. Le 16 décembre 2012, Sienne, après la lourde défaite contre la Fiorentina 4-1, vire Cosmi et engage Beppe Iachini.

### La fin (2020)
À la suite de problèmes financiers, le Conseil Calcio décide de liquider le club le 7 juillet 2020.

## Palmarès et résultats

### Palmarès
- Championnat de Serie B (D2) : 
  - Champion : 2003

- Championnat de Serie C1 (Groupe A - D3) :
  - Champion : 2000

- Championnat Serie C2 (Groupe C - D4) : 
  - Champion : 1982

- Le meilleur résultat du club à ce jour en Serie A est une treizième place, acquise lors de la saison 2007-2008.

## Identité du club

### Historique du logo

1904-2014
2014-2020
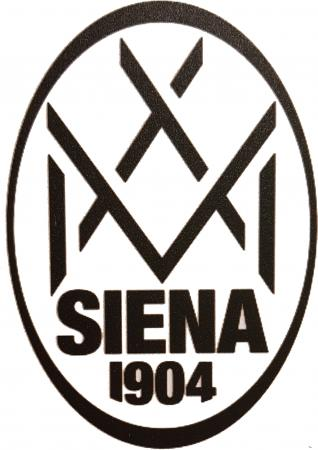
2020-2021
2021-2024

### Rivalités
Les principaux clubs rivaux de Sienne sont : 
- AS Rome
- ACF Fiorentina
- Empoli FC
- AS Livourne Calcio.

D'autres formations, moins importantes, sont toutefois aussi dans la ligne de mire du club siennois. On y retrouve notamment Pérouse, Grosseto, Arezzo, Frosinone Calcio ou encore l'US Salernitana.

## Joueurs et personnalités du club

### Joueurs emblématiques
- Enrico Chiesa
- Paolo Negro
- Massimo Maccarone
- Nicola Legrottaglie
- Emanuele Calaiò
- Mattia Destro
- Abdelkader Ghezzal
- Leandro Cufré
- Paul Codrea
- Rodrigo Taddei
- Tore André Flo
- Roque Júnior
- Vincent Candela
- Igor Tudor
- Houssine Kharja
- Zouhair Feddal